# Seyðisfjörður
Seyðisfjörður falu Izland keleti részén, az azonos nevű fjordnál, 27 km-re Egilsstaðirtól. Három oldalról hegyek veszik körül.
A település fontos halászkikötő, de az idegenforgalom szerepe is növekszik. Kikötőjében hetente megfordul a Smyril Line komphajója, a Norröna, amely a dániai Hanstholm, a feröeri Tórshavn, a norvégiai Bergen és a skóciai Scrabster felé teremt kapcsolatot.